# Nagakubo-shuku

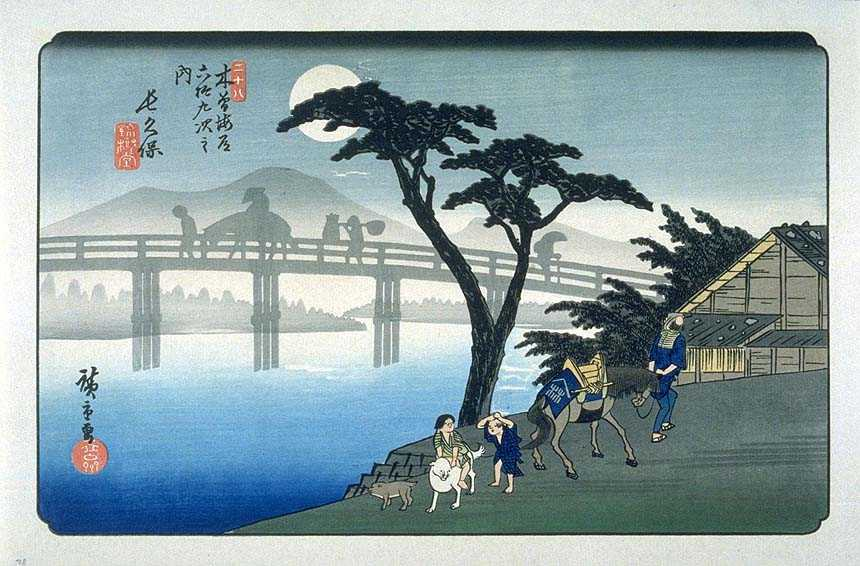
Nagakubo-shuku, estampe de Hiroshige de la série Les Soixante-neuf Stations du Kiso Kaidō. Le titre de l'estampe est Homme à cheval traversant un pont. Il s'agit du pont de Wada sur la rivière Yodo.

Nagakubo-shuku (長久保宿, Nagakubo-shuku) était la vingt-septième des soixante-neuf stations du Nakasendō. Elle est située dans la ville moderne de Nagawa, dans le district de Chiisagata, préfecture de Nagano au Japon.

## Histoire
Située entre les cols de Wada et de Kasadori, deux passages difficiles du Nakasendō, Nagakubo était une station florissante durant la période Edo. Au fur et à mesure du développement de la ville, ses rangées de maisons s'étendirent dans les rues latérales, donnant à la station la forme d'une clef. À l'époque de sa plus grande activité, la station comptait plus de 45 auberges pour le repos des voyageurs, ce qui en faisait un lieu d'étape d'assez grande taille.

## Stations voisines
Nakasendō
Ashida-shuku – Nagakubo-shuku – Wada-shuku